# Doklece
Doklece – wieś w Słowenii, w gminie Majšperk. W 2018 roku liczyła 88 mieszkańców.